# Andreu el Comte
Andreu el Comte (en grec antic Ἀνδρέας) va ser un metge grec que duia aquest nom pel seu títol de Comes Archiatrorum.
Va viure en temps d'Aeci o una mica abans, és a dir, a final del segle iv i primers del segle v. Se suposa que era nadiu de Caristos a Eubea i era fill de Crisar o Crisaor, segons Galè, i seguidor de l'escola mèdica fundada per Heròfil de Calcedònia.